# Qiryat Tivon
Qiryat Tivon (en hebreu: קריית טבעון) és un consell local del districte de Haifa d'Israel. Es troba a la regió muntanyosa entre les valls de Zabuló i Jizreel, a 15 km al sud-est de Haifa, camí de Natzaret.
El municipi fou fundat el 1958 agrupant tres nuclis urbans: Tivon (fundat el 1947), Qiryat Amal i Elroi (tots dos de finals dels anys vint). El 1979 s'hi uní la població de Qiryat Haroixet.
Qiryat Tivon és conegut per la seva proximitat al parc nacional de Bet Xearim. Al parc s'hi troben nombroses restes arqueològiques dels segles II, III i IV dC, entre les quals destaquen una necròpoli jueva.

## Ciutats agermanades
- Braunschweig (Alemanya)
- Compiègne (França)